# Morwenna Lane
Morwenna Sibylla Lane (* 27. November 1974) ist eine frühere kanadische Biathletin.
Morwenna Lane besuchte die J. R. Robson School in Vermilion, dort machte sie 1992 ihren Highschool-Abschluss. Während ihrer Schulzeit war sie Eiskunstläuferin, besuchte jedoch ab 1987 in eine Langlauf-Trainingsgruppe. Diese Gruppe wurde von Les Parsons trainiert, der Bachelor am Lakeland College in Vermilion war, neben Lane gehörte ihr auch die spätere Olympiasiegerin Beckie Scott an. Lane wandte sich 1989 dem Biathlonsport zu. Bereits 1991 gewann sie mit der 3 × 7,5-km-Staffel aus Alberta bei den Canada Games den Titel in der Besetzung Shannon Mooney, Lane, Madelaine Bouz. Sie debütierte 1994 in Hinton in ihrer Heimat Alberta im Biathlon-Weltcup als 34. des Einzels. In der Folgesaison startete sie in Oberhof und Ruhpolding, wo sie als Schlussläuferin bei ihrem ersten Staffeleinsatz zusammen mit Nikki Keddie, Martine Albert und Linn Ryter den zwölften Platz belegte. Erster Karrierehöhepunkt waren die anschließenden Biathlon-Weltmeisterschaften 1995 in Antholz, wo Lane 66. im Einzel und 57. des Sprints wurde und mit der Staffel (Albert, Bédard, Ryter, Lane) Platz sechzehn belegte. Nachdem Lane im Winter 1995/96 nur drei Weltcup-Rennen bestritten hatte, kam sie in der Saison 1996/97 regelmäßig zum Einsatz. In Osrblie lief sie beim Einzel der Biathlon-Weltmeisterschaften 1997 zu ihrem besten Weltcup-Ergebnis auf Platz 20 und war damit – noch vor Myriam Bédard – beste Kanadierin, außerdem wurde sie 51. im Sprint, 18. mit der Staffel (Albert, Bédard, Keddie, Lane) und 14. im Team-Wettbewerb (Albert, Lane, Keddie, Ryter). Ihr letztes Weltcup-Rennen bestritt sie zum Saisonabschluss in Nagano.
Nach der Saison 1997 beendete sie ihre internationale Biathlonkarriere und trat national bei Skilanglaufwettbewerben an, außerdem wandte sie sich auch anderen Sportwettkämpfen zu, unter anderem lief sie den Vancouver-Marathon 2007 und 2008 beim Boston-Marathon.
Morwenna Lane ist ledig und wohnt in ihrer Heimatstadt Vermilion. Seit 2002 ist sie zugelassene Anwältin.

## Biathlon-Weltcup-Platzierungen
Die Tabelle zeigt alle Platzierungen (je nach Austragungsjahr einschließlich Olympische Spiele und Weltmeisterschaften).
- 1.–3. Platz: Anzahl der Podiumsplatzierungen
- Top 10: Anzahl der Platzierungen unter den ersten zehn (einschließlich Podium)
- Punkteränge: Anzahl der Platzierungen innerhalb der Punkteränge (einschließlich Podium und Top 10)
- Starts: Anzahl gelaufener Rennen in der jeweiligen Disziplin

| Platzierung | Einzel | Sprint | Verfolgung | Massenstart | Team | Staffel | Gesamt |
| ----------- | ------ | ------ | ---------- | ----------- | ---- | ------- | ------ |
| 1. Platz    |        |        |            |             |      |         |        |
| 2. Platz    |        |        |            |             |      |         |        |
| 3. Platz    |        |        |            |             |      |         |        |
| Top 10      |        |        |            |             |      |         |        |
| Punkteränge | 1      |        |            |             | 2    | 6       | 9      |
| Starts      | 10     | 10     |            |             | 2    | 6       | 28     |

(Daten möglicherweise nicht komplett)